# Richmond Hill
Pour les articles homonymes, voir Richmond Hill (homonymie) et Richmond.

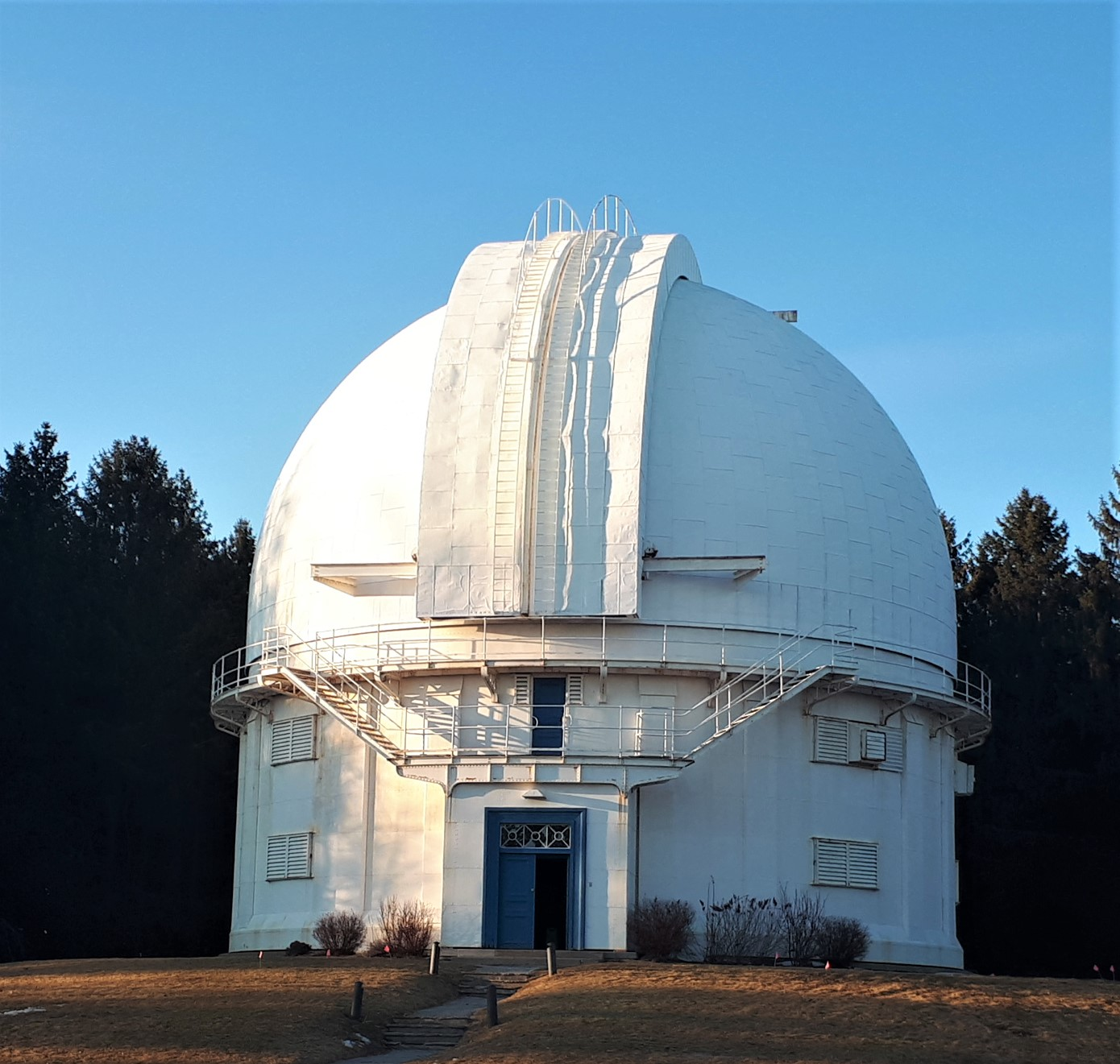
Observatoire David Dunlap, Richmond Hill.

Richmond Hill est une municipalité ontarienne (Canada). Au recensement de 2017, on y a dénombré une population de 195 022 habitants.

## Situation
Richmond Hill est située dans la région métropolitaine de Toronto.

## Chronologie municipale
La ville a été officiellement fondée le 18 juin 1872.

## Histoire
La croissance de Richmond Hill, à ses débuts, est très liée au développement de la rue Yonge, proposée par John Graves Simcoe, premier lieutenant-gouverneur du Haut-Canada, en tant que rue militaire. Plus tard, les agriculteurs des villages juste au nord de Richmond Hill empruntaient la rue Yonge pour se rendre aux marchés de Toronto. La ville de Richmond Hill s'est développée grâce à ce mouvement de gens et à sa proximité de Toronto.

## Devise
La devise officielle de Richmond Hill est En la rose je fleuris. Au début du XXe siècle, Richmond Hill était le lieu le plus important pour la culture des roses au Canada.
Plus récemment, on emploie aussi la devise A little north, a little nicer. Cette devise non officielle laisse entendre que la ville de Richmond Hill, située juste au nord de la capitale provinciale (Toronto), est un peu plus désirable que cette dernière pour sa qualité de vie.

## Transports
- Gare de Langstaff, sur la ligne Richmond Hill reliant Richmon Hill à la Gare Union de Toronto.

## Économie
Il y a beaucoup de compagnies et industries à Richmond Hill. Il y a des entreprises technologiques comme CGI. Il y a aussi une compagnie immobilière Peaceland Realty Group.

## Démographie
| 2001    | 2006    | 2011    | 2016    |
| ------- | ------- | ------- | ------- |
| 132 030 | 162 704 | 185 541 | 195 022 |

## Personnalités
- Kathleen Wynne, l'actuelle première ministre de l'Ontario
- Mike Cammalleri, joueur de hockey qui évolue avec les Kings de Los Angeles
- Trish Stratus, ancienne catcheuse et mannequin canadien
- Wendy du groupe sud-coréen Red Velvet
- Connor McDavid, capitaine des Oilers d'Edmonton dans Ligue nationale de hockey.
- Sam Bennett, centre des Flames de Calgary dans la Ligue nationale de hockey
- Italia Ricci, actrice